# 月球殖民

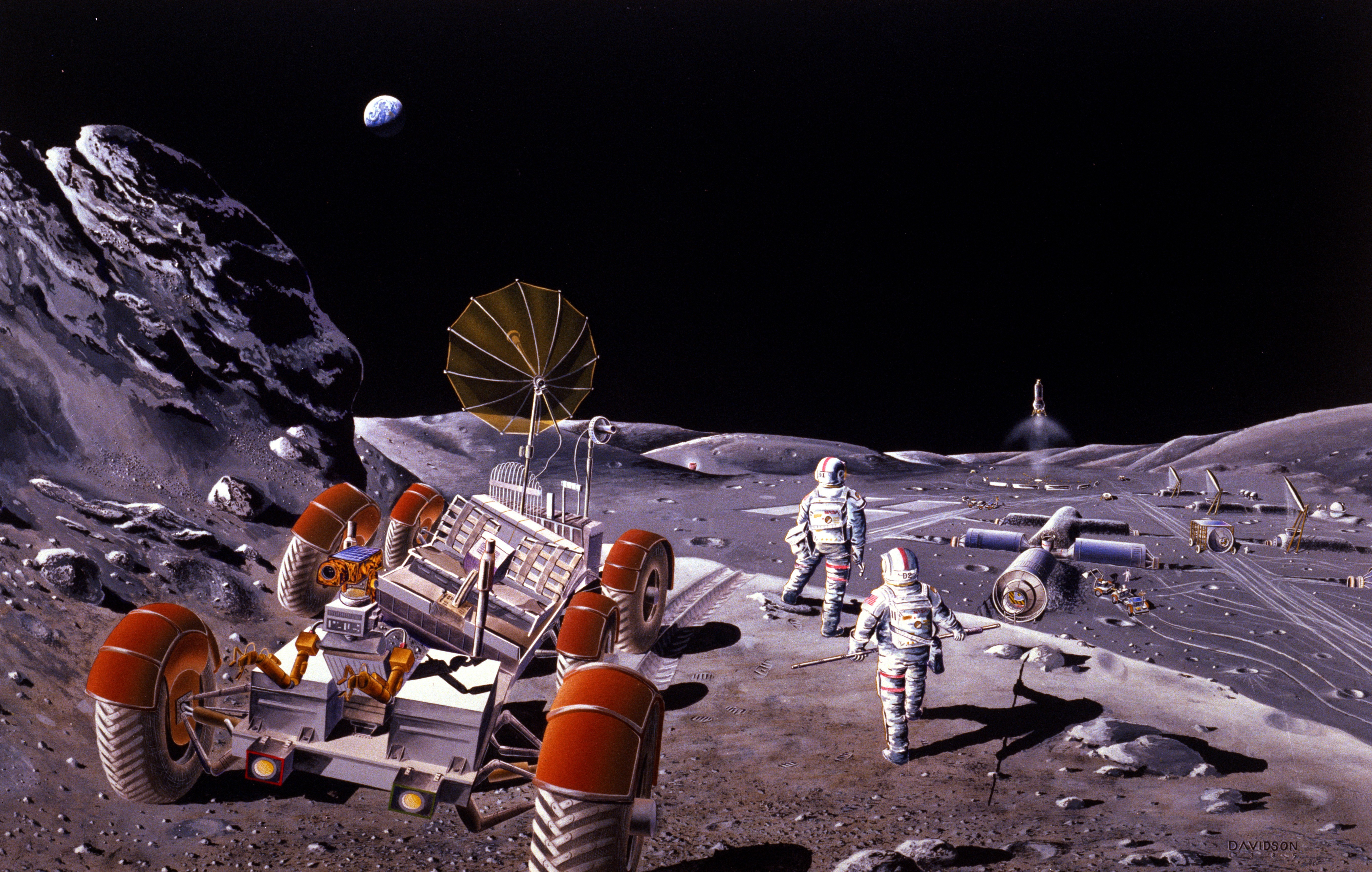
1986年藝術家描繪設想的月球基地

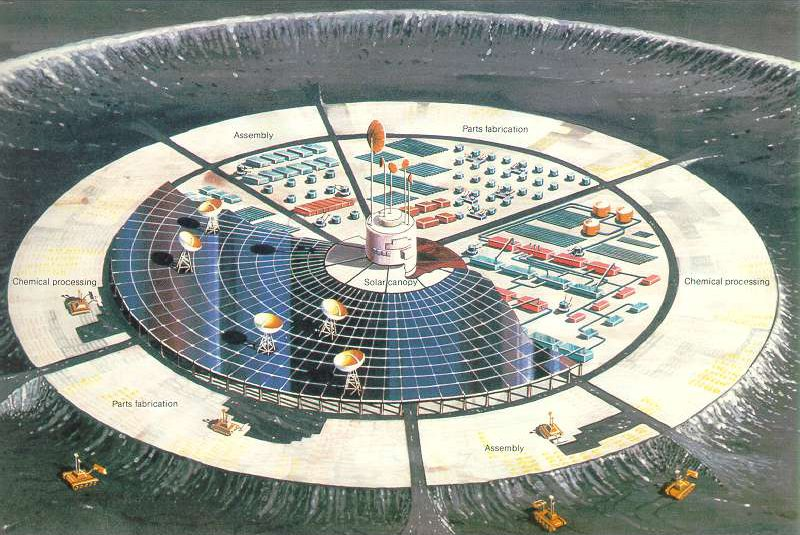
藝術家描繪的大型月球基地

月球殖民是一種人類永久居住在月球的構想。科幻小說作家與太空探測的支持者經常將月球視為人類從地球進行太空探索後，所必然產生的殖民地區。人類在地球以外的天體殖民常是科幻小說的主題之一。隨著地球人口增加與科技進步，太空殖民的提議也被廣泛的討論與爭辯。
隨著技術的進步，以及對地球人類未來的擔憂增加，太空殖民化的願景得到了發展。由於月球是距離地球最近的天體，月球被許多人視為第一個永久的外行星殖民地的最佳的候選地區。目前，阻礙這種殖民地發展的主要問題是航天成本高昂。
太空旅遊公司在不久的將來提出了幾個月球旅遊項目。

## 歷史
殖民月球的構想在太空时代開始之前就已經出現了：俄羅斯太空先驅康斯坦丁·齊奧爾科夫斯基就曾經提出這種想法，他曾說「地球是人類的搖籃，但人類不可能永遠生活在搖籃中。」在1950年代後，許多科學家、工程師與其他人皆陸續提出各種關於殖民月球想法。
著名的科幻小說作家亞瑟·查理斯·克拉克於1954年就曾經提出人類在月球上建立基地，並使用充氣組件包覆月球基地以阻絕月塵進入的構想。約翰·S·雷納赫特（John S. Rinehart）在1959年提出一種「可以浮動在大片塵土上」的建築概念。當時的理論認為月球上分布著一英里深的灰塵。
地平線計畫是美國陸軍於1959年所提出的研究方案，計畫在1967年於月球上建立一座堡壘，並由陸軍彈道飛彈署一位德國火箭工程師來主導這個計劃的進行。
2020年代美國提出阿提米絲計畫計畫在月球上建立永久基地，與歐洲太空總署、日本宇宙航空研究開發機構、德國航空太空中心、義大利太空總署、以色列太空總署 、和加拿大太空總署，建立月球門戶太空站。而中國及俄羅斯等國共同合作，提出2030年代於月球建立國際月球科研站基地。

## 優缺

### 優點
要在天然的天體上建立殖民地需要豐富的原料來提供建築與其他的用途所需，包括隔絕輻射線。從月球運送物質所需的能量要比從地球運送所需的能量還要少。這也讓月球成為太空船能量及燃料補給的合適地區。一些人認為可以使用質量投射器將物質從月球傳送出去，並不需要使用火箭。此外，月球也有一些重力，這可能可以維持胎兒的成長與人類的長時間健康。不過月球的重力是否足夠達到這樣的目的仍未確定。

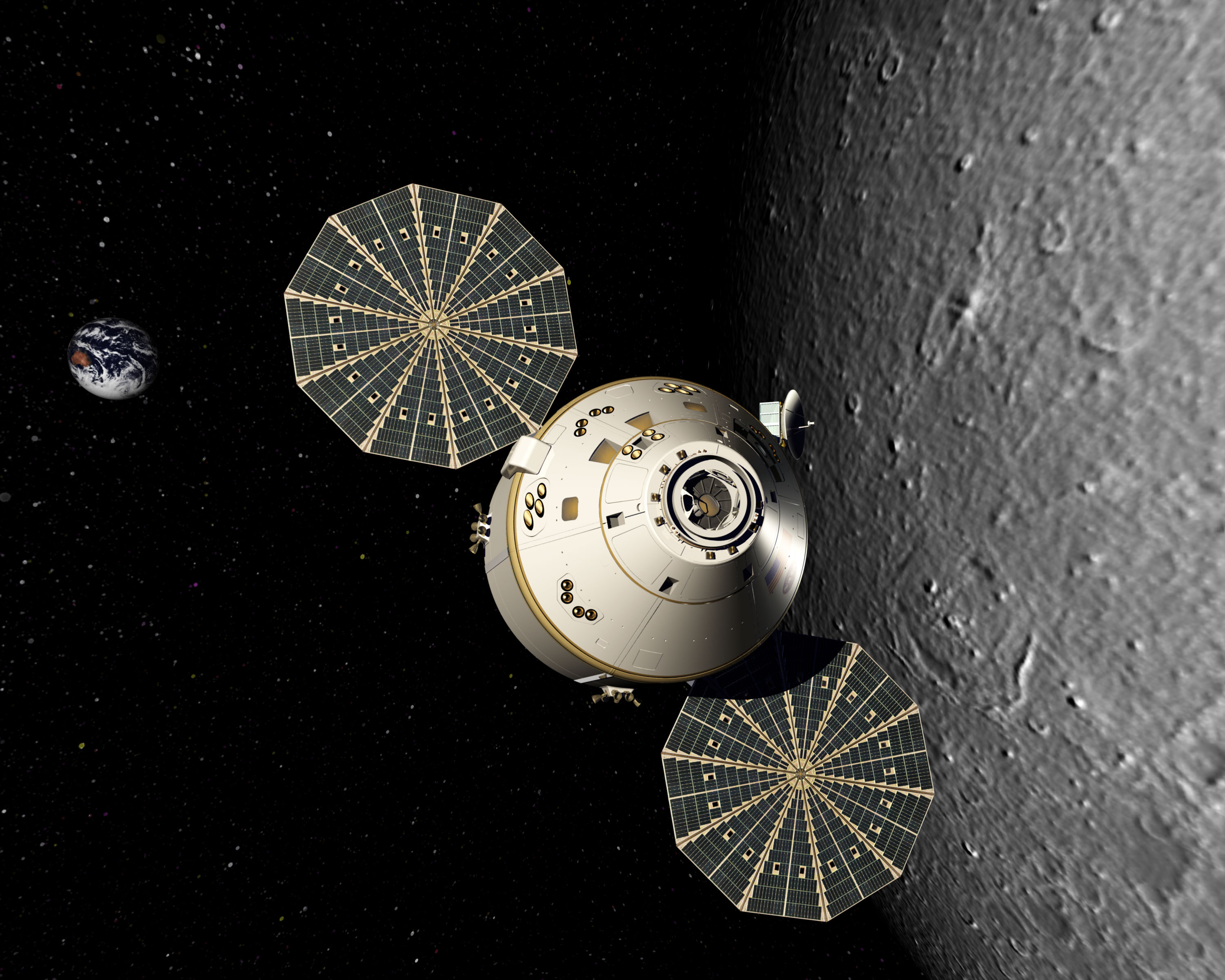
獵戶座太空船接近月球的想像圖

月球也是太陽系中最接近地球的大型天體。月球並不會像一些越地小行星（Earth-crosser asteroids）那樣接近地球，而是大約維持在384,400公里左右的距離。這樣的距離有一些優點：
- 從地球運送物質前往月球所需的能量比其他天體更少
- 地球與月球之間的運輸時間短。阿波羅計畫的太空人只花費3天的時間就抵達月球，其他的化學燃料火箭至少可以在10至20天內以這樣的時間抵達月球。
- 短暫的運輸時間可以提供地球的緊急支援快速的前往月球，人員也可以快速的從月球撤離回地球。這也是人類建立首座殖民地的重要考量之一。
- 地球與月球的來回通訊時間短於3秒，提供了幾乎沒有時間差距的通訊能力。地球與其他天體的通訊時間至少要花費數分鐘至數小時。這也可以提供地球的緊急支援快速的前往月球。
- 在月球面對地球的這一面，地球在太空中顯得巨大，不像在其他的星球上，地球幾乎就像是一顆普通的恆星一樣。阿波羅8號的太空人是首批目睹月球背面的人類。
- 月球基地可以提供各種天文台的優良地點[7]。月球地質活動很少，缺乏人類活動的干擾都讓人類於月球上設置天文干涉儀更加容易。

### 缺點
- 月球長時間的黑夜阻礙了太陽能的使用，而且導致人類必須設計可以忍受大幅溫度變化的建築。雖然永晝峰（Peak of Eternal Light）可以消除這種限制，因為它位於極區，可以永久照射到陽光。面向月球南極的沙克爾頓坑邊緣也接近可以永久照射到陽光。
- 月球缺乏輕的元素，例如碳與氮。雖然南北及都顯示出一些氫存在的跡象。氧雖然是月球風化層的主要元素之一，不過僅能在礦物中發現。其他能夠合成空氣、水、食物與燃料的元素必須從地球運送過來，直到月球可以自行生產為止。凱克天文台於2006年宣布特洛伊小行星帕特羅克洛斯與其它大量位於木星軌道上的特洛伊小行星可能蘊含大量的水冰在塵埃層中[8]。
- 月球的輕微重力是否對於人類的健康產生負面影響仍未確定。在無重力的環境下生活數個月會對生理系統造成破壞，例如骨質與肌肉疏鬆及免疫系統的能力降低。這樣的影響也發生在低重力的環境，雖然所有低重力對於健康影響的實驗都是來自無重力的環境。
- 缺乏足夠的大氣層來隔絕溫度的極端變化，也讓月球表面有些類似外太空。這也讓月表暴露在太空輻射中，雖然月球上少量的輻射物質仍然可以被使用，但是如何防止太陽閃焰的危害更加重要。
- 月塵是由微小隕石所構成的堅硬物質，而且因為缺乏風化作用而帶有稜角。它可能會破壞建築與設施，也可能帶有毒性[9]。
- 月球的漫長黑夜（接近15個地球日）、溫度的劇烈變化、輻射線的照射與花粉的傳播缺乏媒介對於植物的生長可能帶來許多挑戰。因為缺乏月球大氣，所以植物將會在密閉的空間中生長，雖然實驗顯示植物可以在氣壓遠低於地球的環境下繁殖[10]。使用人工照明去彌補日照的不足也存在相當的困難。蘇聯太空計劃在1970年代進行的實驗顯示植物可能需要15個白天、15個黑夜這樣的循環才能正常生長[11]。有許多月球農業構想被提出過[12]，包括在夜晚使用最少的照明來保護植物、使用快速生長的植物，對種子進行人工照明，然後在一個月球日結束時收成的想法[13]。科學家估計要養活100個人需要0.5公頃的農場[14]。

## 地點
一個月球前哨基地住要必須符合3項標準：
- 運輸的便利性。
- 可以符合許多不同的科學研究目的。
- 擁有許多月球的天然資源與豐富的礦物，且明顯分佈在月球表面，例如氧與鐵氧化物[15]。

### 極區

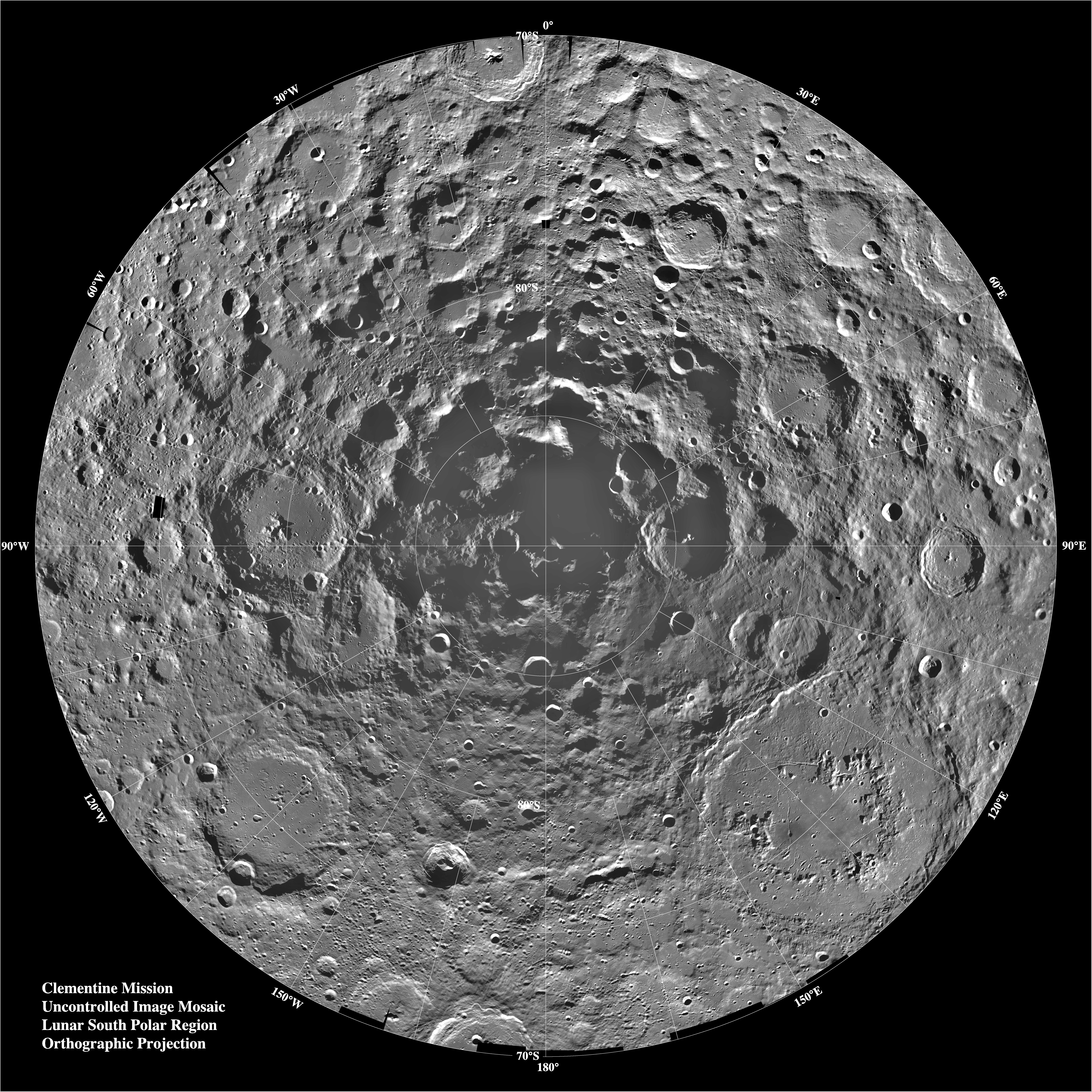
克萊門特號攝得的月球南極照片

月球極區可能是最適合人類建設月球基地的地區。首先，有證據顯示水可能一直保存在極區附近的陰暗處。而且因為月球自轉幾乎垂直於赤道，所以極區可能永遠受到太陽光的照射。所以可以在這個區域建設能源收集站。靠近沙克爾頓坑（Shackleton crater）的马拉柏特环形山（Malapert mountain）擁有幾項優勢：
- 它在大部分的時間都暴露在陽光下，放置2個太陽能模組（Photovoltaic Module）就可以接收到永續的能源[17]。
- 它位於沙克爾頓坑附近意味著可以傳達能源與通訊能力至沙克爾頓坑。這個坑對於天文觀測有潛在的價值，無線電望遠鏡設置在此可以避免地球上的各種干擾[17]。
- 蘇梅克坑附近與其它坑洞都位在陰影中，可能可以幫助保存氫與其他易揮發的氣體[17]。
- 5,000公尺的高度可以提供大範圍與地球間的視線傳播通訊。
- 位於南極的南極-艾托肯盆地是太陽系最大的撞擊盆地，可以提供地質學家研究深層的月球結構

美國國家航空暨太空總署探測系統建造計劃書（Exploration Systems Architecture Study）顯示將會選擇月球南極建設基地。
月球北極的皮里坑（Peary crater）邊緣也是一個適合建設基地的區域。克萊門特號的研究顯示培利坑邊緣的部分地區永久受到陽光照射（除了月蝕以外）。因此這個區域的溫度預計將會穩定的維持在−50 °C左右，大約與冬季時的西伯利亞與南極洲寒極（Pole of Cold）相當。培利坑內部也可以作為儲存氫氣的地點。
雖然氫的分布集中在極區，不過月冰的存在仍未確認。克萊門特號的雙向雷達實驗顯示月球南極有水冰的存在。月球探勘者號顯示氫不僅大量分布在南極，也分布在北極。此外，一些科學家使用阿雷西博天文台觀測的結果表明克萊門特號接收到的不規則訊號並非水冰存在的證據，只是崎嶇的月球表面所造成的。不過這種論點並沒有被廣泛的接受。

### 赤道
月球的赤道地區擁有豐富的氦-3（这种物质在地球的含量稀少），這是因為太陽風擁有較高的波動角度。赤道地區也比其他地區更適合成為發射地點，雖然因為月球的緩慢自轉，這項優勢並不明顯。
位在這個區域的風暴洋的萊納伽馬現象與陰暗的格里馬爾迪坑（Grimaldi crater）都是值得科學家進行深入研究的主題。

### 背面
月球背面缺乏與地球的直接通訊功能，必須經由位於L2拉格朗日點上的通訊衛星或衛星網路來與地球取得聯繫。月球背面也適合建造大型無線電望遠鏡，因為可以避免地球的干擾。因為缺乏大氣，這裡也適合建立光學望遠鏡陣列，類似智利的甚大望遠鏡。

## 建築

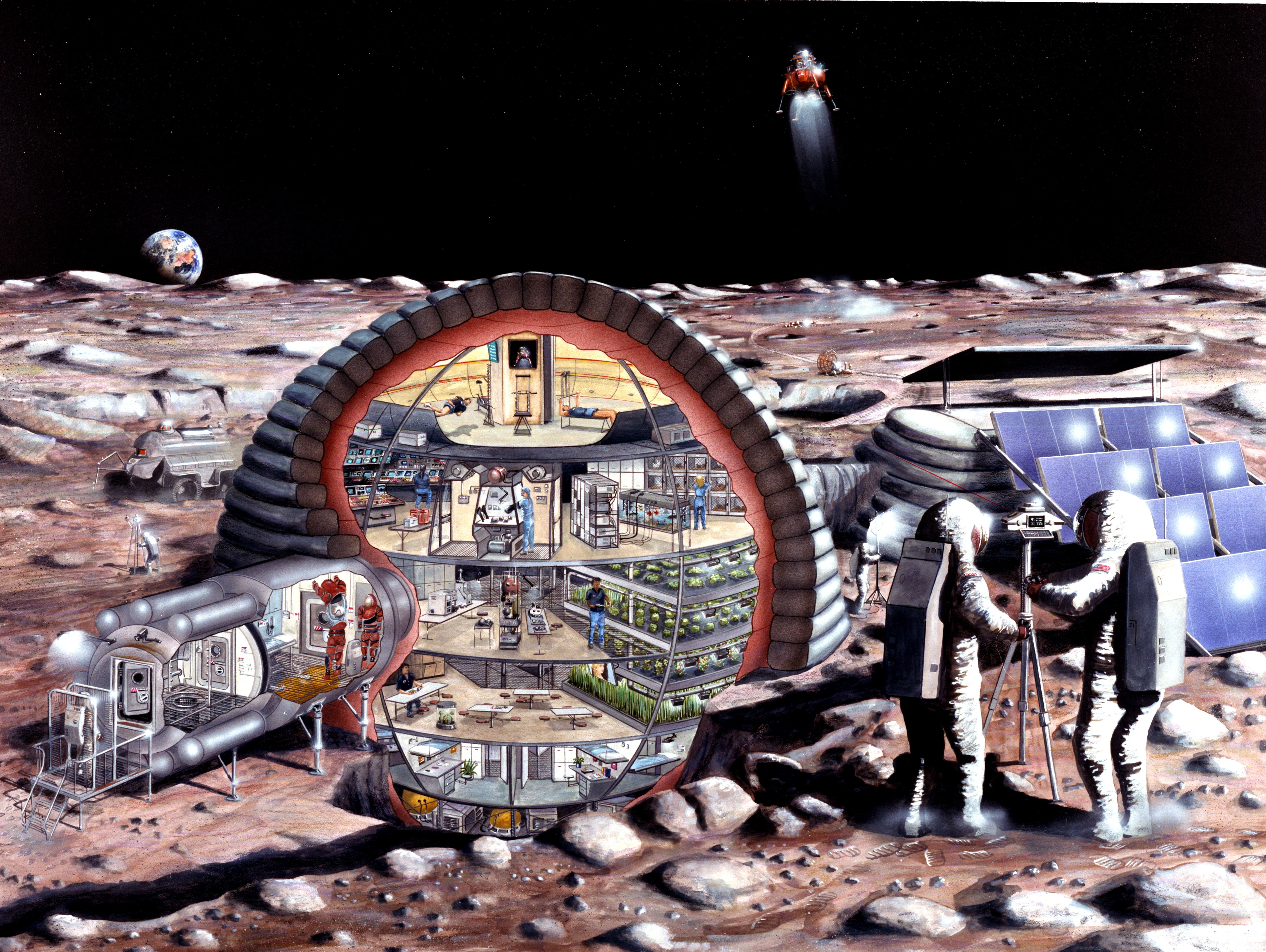
想像中的月球基地，由充氣式的組件所構成

月球居住地的構想相當的多元。從利用月球登陸太空船、移動式的基地與使用充氣式的組件來組成基地的想法都曾被提出過。月球的環境是考量的重點，包括劇烈的溫度變化、缺乏大氣層與電離層及漫長的黑夜都必須被考慮在內。
一些人提議將月球基地建築在地底下，這樣可以抵抗輻射線與流星的撞擊。因為月球的溫度變化很大，白晝的平均溫度為攝氏107度（華氏225度），黑夜的平均溫度則會下降到攝氏-153度（華式−243度），但是地底的溫度可以維持在攝氏24度，居民可以裝設普通的空調設施。這樣的建築可能會比較複雜，必須使用機器去挖掘地面，並使用類似噴射混凝土的物質來固定建築結構。另一個替代方案是使用月球現存的、由死火山遺留下的大型熔漿隧道。
早期的月球基地可能建築在月球表面，並由月球土壤所覆蓋。月球風化層是由矽及含鐵的混合物所組成，並可能受到微波的作用而成為玻璃似的土壤。人工磁場也在有人太空任務中被提出用來防止輻射的危害，這也可能用在月面基地上。月球部分地區擁有強大的磁場可能可以減少來自帶電微粒的威脅。

## 能源

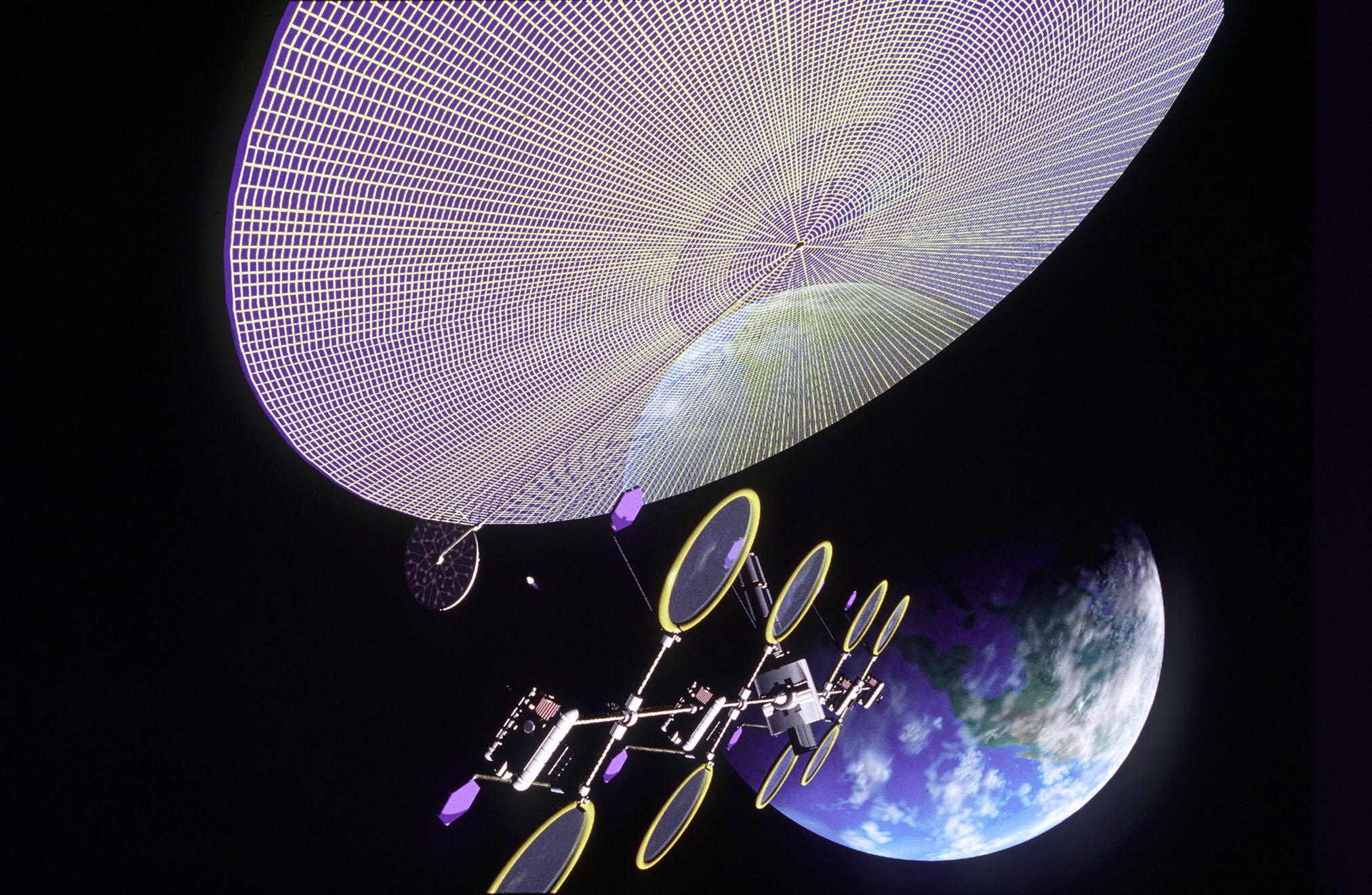
太陽能發電衛星的想像圖

月球基地需要能量去維持系統運作，包括通訊與維生系統。

### 核能
核反應爐最可能滿足基地大部分的需求，核融合比核分裂更具有優勢。進行核融合所需要的氦-3在月球上的含量也相當豐富。不過現在的技術尚未能將核融合實用化，所以在早期可能無法採用這種方式。放射性同位素熱電機（radioisotope thermoelectric generator）可以作為備用的能源供應系統。

### 太陽能
太陽能是月球基地能量來源的可能選擇之一，可以提供基地相對成本比較低的能源供給，製造太陽能發電的設備也可從月球上開採。然而月球的漫長黑夜也阻礙太陽能的使用。建設幾個發電設施是其中一個解決方式，另一個解決方式是在永久受到日光照射的地區建築發電設施，例如南極或北極。使用太空太陽能（space solar power）的技術也可以解決這個問題。 
太陽能轉換器並不一定需要使用矽太陽能組件，利用巨大溫差來驅動熱機發電機有著更多的優點。居民可以使用鏡子來集中陽光，並傳達至斯特林發動機與拋物線槽型發電機。

## 運輸

### 地球到月球
直到目前的探測月球任務都是使用火箭，而歐洲太空總署的SMART-1則是使用霍耳效應推進器。美國太空總署也預計於2019年使用戰神五號運載火箭去發射牽牛星太空船來登陸月球。

### 月球表面

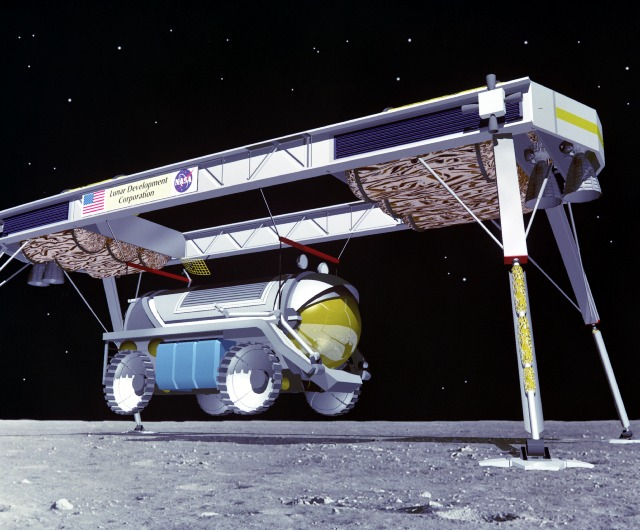
一輛月球漫遊車從運輸太空船降下

科學家對於月球表面的交通工具有著許多不同的構想，包括小型的漫遊車、大型的實驗室車輛與少數的飛行或跳躍式的機械。漫遊車不適合在太過陡峭的地形操作。直到目前為止，月球車（由波音所研發）與蘇聯的月球車（Lunokhod）是唯二在月球活動過的車輛。月球車可以搭載1至2名成員，並在一天之內可以活動92公里的範圍。而目前美國太空總署的移動月球實驗室構想是使用加壓的月球車輛，活動範圍為396公里。而蘇聯則在Lunokhod計畫使用不同的構想，而且可能使用在未來的月球或火星探測。這些漫遊車在未來長期的探測中可能都會成為艙型的車輛。
如果在月球上建立數個基地後，可能可以使用鐵路軌道來互相結接。傳統的軌道與磁浮系統都被提出作為運輸的方式。其中磁浮系統更吸引人的注目，因為月球上沒有大氣來阻礙火車的前進，因此可以達到飛機在地球上飛行的速度。不過月球火車與地球最大的不同是：各個車廂必須獨自密封，並擁有各自的維生系統。月球列車也需要降低出軌機率，因為車廂破裂可能造成人員快速死亡。
如果基地建在鐵路較難抵達的地區，使用飛行運輸工具會更適合。貝爾飛機公司也提供美國太空總署一些月球飛行交通工具的設計構想。

### 從月球表面到太空

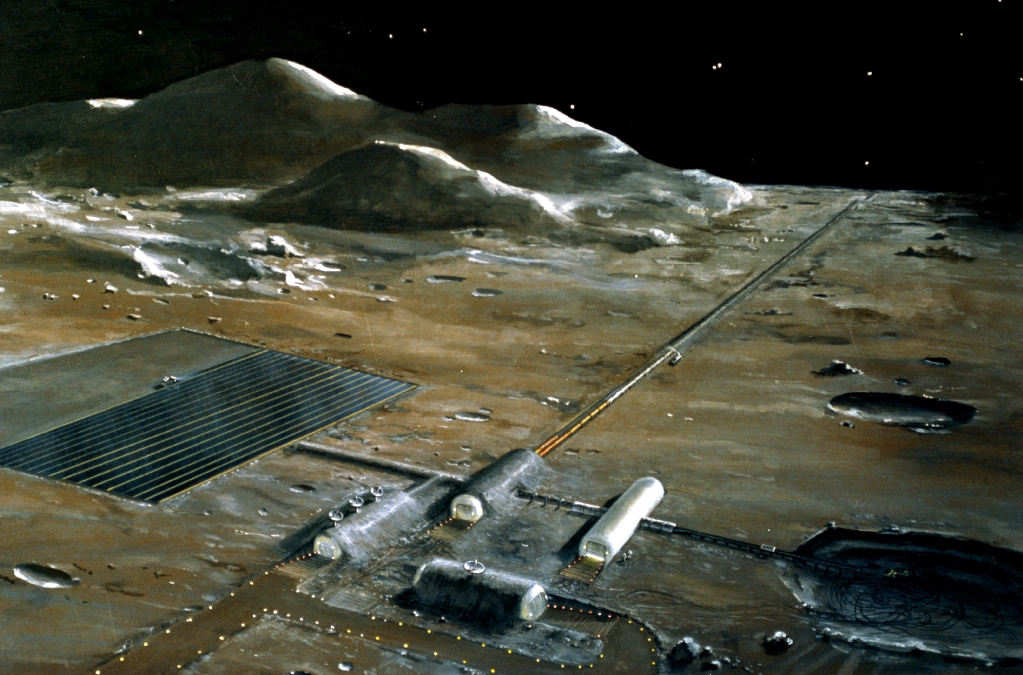
建造在月球上的質量投射器

月球基地需要有效的方法從地球運輸人員與許多物品至月球上，後來也需要運輸至其他的行星。月球的重力因為比較小，所以從月球運輸物資至地球比較具有優勢。月球沒有大氣層同時具有優缺點，優點是可以比較容易從月球起飛（因為沒有阻力），而缺點則是太空船無法使用氣動煞車，所以必須攜帶額外的燃料去降落。包覆在酬載物周圍來吸收衝擊的物質需要由較輕的物質所構成，雖然月球上缺乏這種物質。美國早期的游騎兵計畫所使用的則是輕木。
從月球運輸貨物至行星際中繼站的方式可能是使用質量投射器。貨物可以從軌道或地球－月球間的拉格朗日點被使用離子推進器的太空船或太陽帆所擷取並運送到地球軌道、火星或其他行星，且或許經由行星際運輸網路（Interplanetary Transport Network）。如果月球太空電梯被建造完成，它將可以運送人員與貨物前往拉格朗日點上的太空站。
要估計發射貨物或人員前往太空的成本並不容易，取決於未來技術的進步程度。根據阿波羅計畫的發射成本資料，估計從月球發射太空船的成本上限大約是每公里40,000,000美元。 

### 從月球表面到月地空間
月地之間的運輸方式預計使用拴鏈系統去轉換動力。這種系統不需能量輸入，不僅可以將貨物從月球表面傳送至地球，也可以將貨物安穩的降落在月球表面。

## 經濟發展
以長期的角度來看，太空殖民地應該可以達到接近自給自足的程度。從月球上採礦與精煉的物質使用在月球上或太陽系的其他地區比運送回地球更加有利，因為它們可以較低的成本運送出去。

### 輸出原料至地球
從月球輸出原物料至地球因為高度的運輸成本而有困難。一個可能的候補是太陽風中的氦-3，因為它大量累積在月球表面，但是地球上的含量卻很少。氦-3也可能在未來作為核融合原料。
威斯康星大學麥迪遜分校的核融合技術學會進行了氦-3的核融合反應爐實驗，而且沒有政府的預算支持。不過這個核融合反應爐尚未達到能量平衡。

### 技術移轉
為了建造月球基地而發展的技術也可以轉移到潛在的太空目標，包括近地小行星與水星，因為這些地區與月球有許多相似之處。

### 旅遊業與科學研究
旅遊業、需要無菌、低重力及真空環境的製造業、科學研究及奈米科技產業都是月球上可能發展的產業。月球也適合長期儲存放射性物質。低重力的環境也可能讓身體殘疾的人士可以擁有比較自由的生活。

### 太陽能發電衛星
天文學家傑瑞德·K·歐尼爾（Gerard O'Neill）注意到1970年代早期的發射成本相當的高，所以提出在軌道上建造太陽能發電衛星的構想（使用月球上的材料）。從月球上發射火箭的成本大約只有從地球上發射的100分之1，這是因為月球缺乏大氣層及低重力的緣故。
美國太空總署在1980年估計太空梭的發射成本時，傑瑞德·K·歐尼爾小組曾提出一種方案－使用月球資源會節省更多成本。

## 地球化

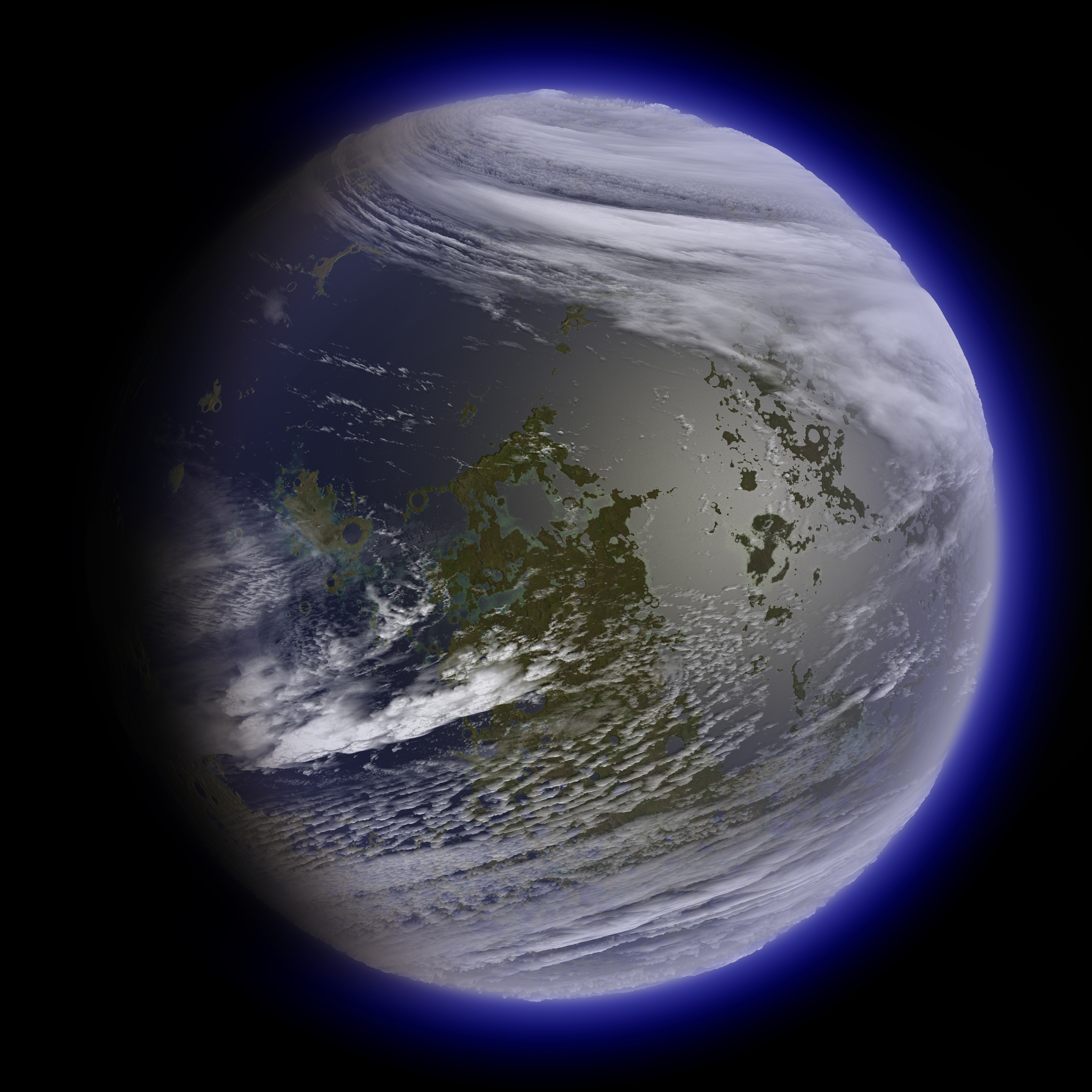
藝術家想像的完成地球化的月球

科學家想要將月球地球化有著相當的大困難。第一步是製造大氣層，但是因為月球可能沒有足夠的質量來保持大氣層，所以月球上的大氣層不一定可以保持幾萬年的時間，可能需要持續製造大氣層讓大氣層可以穩定的存在月球上。

## 外部連結
- Science Magazine The Clementine Bistatic Radar Experiment （页面存档备份，存于）. Retrieved December 18, 2004.
- Space Daily Lunar Polar Ice Not Found With Arecibo Radar （页面存档备份，存于）. Retrieved December 18, 2004.
- NASA Ames Research Center EUREKA! ICE FOUND AT LUNAR POLES. Retrieved December 18, 2004.
- Cornell News Arecibo radar shows no evidence of thick ice at lunar poles (...) （页面存档备份，存于）. Retrieved December 18, 2004.
- NASA Johnson Space Centre Liftoff! Moon Base Alpha. Last checked January 20, 2005.
- Encyclopedia Astronautica Subcategory: - Manned - Lunar rover - . Retrieved December 20, 2004.
- DigitalSpace Concepts A Multi-Function "Service Station" for Lunar Telerobotic Base Preparation （页面存档备份，存于）. Checked January 29, 2006.
- The vision for space exploration （页面存档备份，存于）, NASA.
- How Stuff Works - What if we lived on the moon? （页面存档备份，存于） Retrieved 15 March 2007.
- Wiki devoted to the return to the moon- Lunarpedia （页面存档备份，存于）